# Jalil Hashim
Jalil Hashim (arab. جليل هاشم) – iracki koszykarz, uczestnik Letnich Igrzysk Olimpijskich 1948.
Był uczestnikiem igrzysk w Londynie. W pięciu olimpijskich spotkaniach zdobył trzy punkty, przy tym notując także trzy faule. Razem z kolegami z reprezentacji zajął 22. miejsce, a jego drużyna przegrała wszystkie mecze turnieju.